# لسلی بریکوس
لسلی بریکوس (انگلیسی: Leslie Bricusse؛ (زادهٔ ۲۹ ژانویهٔ ۱۹۳۱ – درگذشتهٔ ۱۹ اکتبر ۲۰۲۱) موسیقی‌دان اهل انگلستان بود.
وی همچنین برنده جوایزی همچون جایزه اسکار بهترین موسیقی فیلم شده بود.

## بخشی از فیلمشناسی
- دکتر دولیتل (۱۹۶۷)
- نوامبر شیرین (۱۹۶۸)
- خداحافظ، آقای چپیس (۱۹۶۹)
- اسکروچ (۱۹۷۰)
- ویلی وانکا و کارخانه شکلات‌سازی (۱۹۷۱)
- ویکتور ویکتوریا (۱۹۸۲)
- هوک (۱۹۹۱)